# Guadalmedina
Guadalmedina er en flod i Andalusien i det sydlige Spanien. Den udspringer i 1.433 m.o.h. på bjerget Pico de la Cruz, i bjergkæden Sierra de Camarolos i det sydlige Spanien. Floden er 51½ kilometer lang mellem kilden og udmunding i Middelhavet i den centrale del af byen Málaga. På sin vej flyder den gennem nationalparken Montes de Málaga.
Dens arabiske navn på spansk betyder "byfloden", og har historisk set spillet en vigtig rolle for byen Málaga, og opdeler den i to halvdele. Flodlejet i byen er normalt tørlagt eftersom vandet anvendes som drikkevand.